# سيلفان ويلتورد
سيلفان ويلتورد (بالفرنسية: Sylvain Wiltord)‏ (10 مايو 1974 نويي-سور-مارن) لاعب كرة قدم فرنسي من أصول غواديلوبية معتزل كان يلعب في مركز المهاجم بدأ مسيرته عام 1991 واعتزل عام 2012.

## المسيرة الرياضية مع الأندية

### البدايات
بدأ ويلتورد مسيرته الرياضية في نادي رين سنة 1991. في سنة 1996 انتقل إلى نادي ديبورتيفو لاكورونيا الإسباني وتمت إعارته فورا إلى نادي رين مجددا. في سنة 1997 عاد إلى فرنسا وانضم إلى نادي بوردو حيث ساهم في الفوز ببطولة دوري الدرجة الأولى موسم 1998-1999.

### آرسنال
في أغسطس 2000 وافق ويلتورد على الانتقال إلى نادي آرسنال الإنجليزي مقابل 13 مليون جنيه إسترليني حيث اعتبر وقتها رقما قياسيا في تاريخ النادي اللندني. شارك ويلتورد في 175 مباراة مع المدفعجية وغالبا ما كان يتشارك خط الهجوم مع مواطنه تييري هنري. ظلت قيمة صفقته الأعلى طوال 8 سنوات ونصف عندما وافق نادي آرسنال على دفع 15 مليون جنيه إسترليني للتعاقد مع لاعب الوسط المهاجم الروسي أندري أرشافين في يناير 2009. في موسم 2001-2002 سجل هدف المباراة الوحيد في مرمى نادي مانشستر يونايتد على ملعب أولد ترافورد ليمنح نادي آرسنال 3 نقاط المباراة والفوز ببطولة الدوري الإنجليزي الممتاز وبعد عدة أسابيع توج النادي ببطولة كأس الاتحاد الإنجليزي لكرة القدم بعدما تغلب في المباراة النهائية على نادي تشيلسي 2-0. في موسم 2002-2003 ساهم في الفوز ببطولة كأس الاتحاد الإنجليزي للمرة الثانية على التوالي بعدما تغلب في المباراة النهائية على ساوثهامبتون 1-0. في موسم 2003-2004 ساهم في تتويج ناديه بطلا لبطولة الدوري الممتاز من دون هزيمة طوال 38 مباراة. في يونيو 2008 تم اختيار ويلتورد صاحب المركز 33 بين أفضل 50 لاعب في تاريخ نادي آرسنال.

### ليون
عندما انتهى العقد الذي يربط بين ويلتورد ونادي آرسنال في صيف سنة 2004 قرر اللاعب العودة إلى فرنسا للانضمام إلى نادي ليون. واصل ويلتورد مساهمته في تحقيق البطولات حيث قاد نادي ليون للتويج ببطولة دوري الدرجة الأولى 3 مرات متتالية مواسم 2004-2005، 2005-2006، و2006-2007.

### رين
وافق ويلتورد على الانتقال إلى نادي رين في أغسطس 2007 حيث وقع على عقد يمتد لموسمين مع منحه الفرصة في أن ينضم إلى الجهاز التدريبي بعد اعتزاله.

### مرسيليا
فاجأ ويلتورد الجميع عندما وافق على الانتقال إلى نادي مرسيليا في 15 يناير 2009 على أن يبقى معهم حتى نهاية موسم 2010-2011.

### نانت وإعتزاله اللعب
بعد سنتين مع أولمبيك مارسيليا إنتقل سيلفان ويلتورد إلى نادي نانت الذي كان ينشط في دوري الدرجة الثانية موسم 2011-2012 وساهم في صعوده إلى الدرجة الأولى، حتى أعلن الاعتزال في 11 يونيو عام 2012 بعد مسيرة حافلة بالألقاب .

## المسيرة الرياضية مع المنتخبات
شارك ويلتورد في أول مباراة دولية مع منتخب فرنسا أمام منتخب إنجلترا على ملعب ويمبلي في 10 فبراير 1999 وانتهت المباراة بفوز منتخب فرنسا 2-0. في المجمل شارك ويلتورد في 92 مباراة دولية مسجلا 26 هدف.
قرر مدرب منتخب فرنسا روجيه لومير استدعاء ويلتورد للمشاركة في بطولة كأس الأمم الأوروبية لكرة القدم 2000 التي أقيمت في هولندا وبلجيكا معا وساهم في التأهل إلى المباراة النهائية وسجل هدف مهم في مرمى منتخب إيطاليا في الدقيقة الأخيرة من الوقت الأصلي لتصبح النتيجة 1-1 ليتم اللجوء إلى الوقت الإضافي حيث سجل ديفيد تريزيغيه الهدف الذهبي ليمنح منتخب فرنسا لقب البطولة.
شارك ويلتورد في بطولة كأس العالم لكرة القدم 2002 التي أقيمت في كوريا الجنوبية واليابان معا فشل منتخب فرنسا أسوأ أداء لحامل لقب بطولة في تاريخها حيث لم يستطع تسجيل أي هدف وخرج من الدور الأول على الرغم من أن ويلتورد شارك في المباريات الثلاث.
قرر مدرب منتخب فرنسا جاك سانتيني الاعتماد على ويلتورد في تصفيات كأس الأمم الأوروبية لكرة القدم 2004 حيث استطاع أن يسجل 6 أهداف في 7 مباريات مما أهل منتخب بلاده للمشاركة في النهائيات التي ستقام في البرتغال. لكن في النهائيات اختلف الحال حيث شارك ويلتورد بديلا عن روبير بيريز في المباراة الأولى أمام منتخب إنجلترا ثم شارك أساسيا أمام منتخب كرواتيا واستبدل بروبرت بيريز. ولم يشارك في المباراة الثالثة أمام منتخب سويسرا وفي الدور الربع النهائي شارك بديلا عن أوليفر داكورت ولكنه لم يكن بإمكانه منع هزيمة منتخب فرنسا من منتخب اليونان بنتيجة 0-1 وبالتالي فقدان اللقب.
واصل مدرب منتخب فرنسا الجديد ريموند دومينيك الاعتماد على ويلتورد كعنصر من عناصر الخبرة واستدعائه للمشاركة في بطولة كأس العالم لكرة القدم 2006 التي أقيمت في ألمانيا حيث شارك أساسيا في أول مباراتين أمام منتخبي كوريا الجنوبية وسويسرا ولكنه لم يقدم أداء عالي المستوى فقرر دومينيك الاعتماد عليه كورقة رابحة بالدفع به بديلا قبل نهاية المباريات وهذا ما فعله في المباريات الخمس التالية حتى المباراة النهائية أمام منتخب إيطاليا. تقدم ويلتورد لتنفيذ ركلة الجزاء الترجيحية الأولى ونجح في اسكانها المرمى ولكن خسر منتخب فرنسا في النهاية 3-5 ليعلن ويلتورد عن اعتزاله اللعب الدولي.

## روابط خارجية
- سيلفان ويلتورد على موقع الاتحاد الدولي (مؤرشف)  (الإنجليزية)
- سيلفان ويلتورد على موقع الاتحاد الأوربي (الإنجليزية)
- سيلفان ويلتورد على موقع قاعدة بيانات كرة القدم.إي يو (الإنجليزية)
- سيلفان ويلتورد على موقع ليكيب (الفرنسية)
- سيلفان ويلتورد على موقع ناشيونال فوتبول تيمز (الإنجليزية)
- سيلفان ويلتورد على موقع Soccerbase.com (لاعب) (الإنجليزية)
- سيلفان ويلتورد على موقع Soccerway.com (الإنجليزية)
- سيلفان ويلتورد على موقع عالم كرة القدم.نت (الإنجليزية)
- سيلفان ويلتورد على موقع كووورة
- سيلفان ويلتورد على موقع أوليمبيديا (الإنجليزية)